# System Repair Engineer
System Repair Engineer，简称SREng，有时亦可简称作SR，为KZTechs.COM网站站长也是MVP的Smallfrogs开发的一款Windows操作系统计算机安全辅助和系统维护辅助软件。
SREng的用户主要分布于中国大陆。该软件可以让用户较为方便地修改Windows系统内的一些配置，亦可针对系统进行全面扫描并生成日志。该软件的一个常见用法，是普通用户把扫描系统后获取的日志发表在BBS等场合，这样熟悉技术的用户便可对其进行分析并提供修复建议。
SREng日志中包括下列各项：

- 所有的启动项目（包括注册表、启动文件夹、任务计划文件夹、服务等）
- 浏览器加载项
- 正在运行的进程（包括进程模块信息）
- 文件关联
- Winsock 提供者
- Autorun.inf
- Hosts文件
- 进程特权扫描